# Katolička Crkva u Bugarskoj
Katolička Crkva u Bugarskoj dio je svjetske Katoličke Crkve, pod vodstvom pape i Rimske kurije. Prema broju vjernika druga je najveća kršćanska zajednica u Bugarskoj, odmah iza Bugarske pravoslavne crkve. Katolička crkva u Bugarskoj svoje korijene vuče s početka srednjega vijeka, iz vremena Pada Zapadnoga Rimskoga Carstva, a održala se sve do današnjih dana. 

## Povijest
Na zamolbu pape Grgur XVI., u Plovdiv 1840. dolaze redovnici kapucini, predvođeni Andreom Canovom. On je 1843. postavljen za apostolskoga namjesnika Sofijsko-plovdivske biskupije, a četiri godine kasnije ustoličen je za biskupa. Pod njegovim biskupstvom izgrađene su katedrala sv. Luja u Plovdivu i više crkava u okolnim naseljima te otvorene dječačka škola »Sveti Andrija« (1863.) i djevojačka škola »Sveti Josip« (1866.). U Plovdivu, središtu bugarskoga katoličanstva, otvorena je 1882. i katolička bolnica. Canovin naseljdnik Francesco Domenico Reinaudi biskupuje u dramatičnom razdoblju bugarske povijesti. God. 1876. zagovarao je pobunjenike protiv osmanske vladavine, a za Rusko-turskoga rata organizira pružanje liječničke pomoći ranjenicima svih zaraćenih strana, za što ga je ruski car Aleksandar II. odlikovao Ordenom Svete Ane. Po Reinaudijevoj smrti nasljeđuje ga njegov dotadašnji pomoćnik, kapucin Robert Menini, pod čijom je upravom 1889. završena gradnja katedrale svetoga Josipa, 1891. otvorena Međunarodna katolička bolnica „Kneginja Klementina“, a 1896. nova zgrada bolnice sv. Josipa, čije su upravljanje po otvorenju preuzele sestre milosrdnice iz Zagreba. God. 1903. posvećuje crkvu sv. Bogorodice Lurdske u Plovdivu te 1910. kupuje zemljište za izgradnju sirotišta i katoličke škole »Santa Maria« u Sofiji. U Velikosubotnjem potresu 1928. gotovo je stradao tadašnji apostolski nuncij i budući papa, Angelo Giuseppe Roncalli. God. 2002. Ivan Pavao II. posjetio je Bugarsku te se u plovdivskoj katedrali susreo s katoličkom mladeži.

## Zastupljenost
Prema popisu stanovništva iz 2011. godine, ukupno se 48 945 državljana Bugarske izjasnilo katolicima, što je blagi porast u odnosu na popis iz 2001. prema kojemu se katolicima izjasnilo 43 811 stanovnika. Ipak, to je i dalje manje od 53 074 katolika iz 1992. godine. Većinski broj katolika su Bugari, a među ostalim narodnim zajednicama značajni udio čine i Hrvati.
Najviše katolika živjelo je u gradovima Svištovu i Plovdivu, gdje su se pripadnici tada brojne kršćanske sekte pavlićana u 16. i 17. stoljeću preobratili na katoličku vjeru. Grad s najvećim udjelom katolika je Rakovski u Plovdivskoj oblasti. Banatski Bugari su bugarska zajednica s najvišim udjelom katolika izvan matične zemlje, koji nastanjuju dijelove Srbije i Rumunjske. Od njih 12 000, više od 6 500 ispovijeda katoličku vjeru i to uglavnom u rumunjskom dijelu Banata.

## Vanjske poveznice
- GCatholic.org - Katolička Crkva u Bugarskoj (engl.)
- Službene stranice Katoličke Crkve u Bugarskoj (bug.) (engl.)